# 勝蔵院 (我孫子市)
勝蔵院（しょうぞういん）は、千葉県我孫子市にある天台宗の寺院。

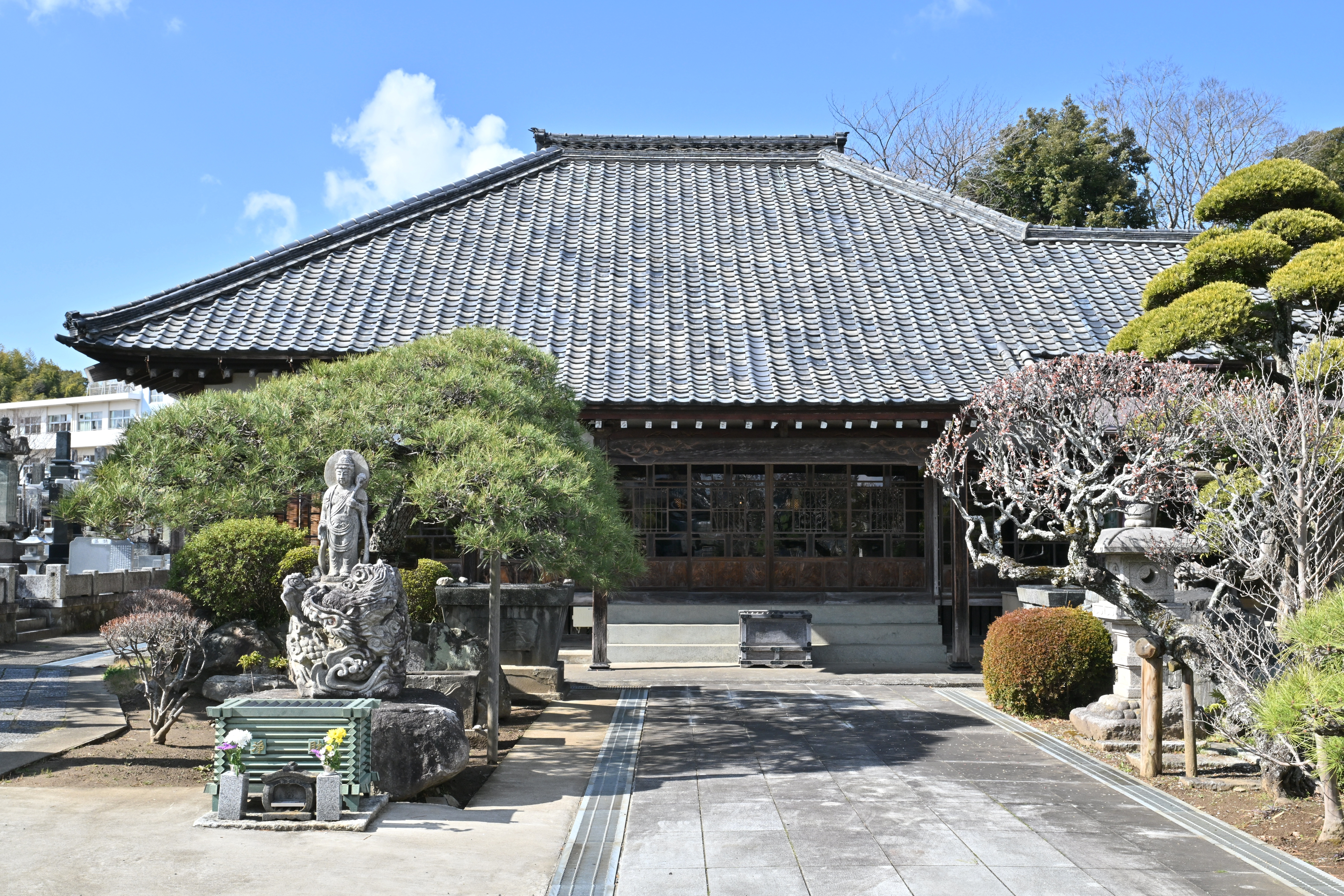
勝蔵院本堂

## 概略と沿革
1592年（文禄元年）に開山した。
1776年（安永5年）に新四国相馬霊場第37番札所が置かれた。その後、1915年（大正4年）に竹内神社にあった第21番札所も移されたため、大師堂が二つもあることになった。
なお、勝蔵院は我孫子市内唯一の天台宗寺院である。

## 交通アクセス
- JR東日本成田線布佐駅より徒歩8分。